# تل عدس (المالكية)
تل عدس قرية سورية تتبع ناحية المعبدة في منطقة المالكية التابعة لمحافظة الحسكة في أقصى شمال شرق سورية. تقع على بعد 19 كم جنوب غرب مدينة المالكية.
كما يوجد فيها
- بلدية: يتبع لها عدة قرى ومزارع
- مسجد
- مدرسة ابتدائية وثانوية